# Кенибъл Корпс
Кенибъл Корпс (на английски: Cannibal Corpse – Канибалски труп) e дет метъл група в град Бъфало, щата Ню Йорк, Съединените американски щати.

## История
Тя е основана през 1988 г. в Бъфало. Известна е със своеобразното съдържание на нейните песни. В тях преобладават текстове за убийства, изнасилвания, изтезания, канибализъм, разфасоване на трупове и т.н. Поради това, както и факта, че обложките на албумите им повече от ясно отразяват текстовата тематиката, дискове на групата са били забранявани в отделни държави. Cannibal Corpse е образувана от части на три групи от Бъфало: Beyond Death (Алекс Уебстър – бас), Leviathan (Крис Бърнс – вокал) и Tirant Sin (Барнс, Ръсей, Пол Мазуркевич – барабани).
Барнс изпълнява вокалите в първите 4 студийни албума, но решава да напусне, след като е заставен от другите членове на групата да избира един от двата проекта, в които взима участие дотогава. Той решава да продължи със „Six Feet Under“. От 1994 г. вокалите се изпълняват от Джордж „Корпсграйндър“ Фишър.
На 14 юни 2019 година групата идва в България в клуб Mixtape, София.

## Състав
- Джордж Фишър – вокал
- Роб Барет – ритъм китара
- Пат О`Брайън – соло китара
- Алекс Уебстър – бас китара
- Пол Мазуркевич – барабани

## Дискография
- 1990: Eaten Back To Life
- 1991: Butchered At Birth
- 1992: Tomb Of The Mutilated
- 1993: Hammer Smashed Face (SP)
- 1994: The Bleeding
- 1996: Vile
- 1997: Monolith Of Death VHS
- 1998: Gallery Of Suicide
- 1999: Bloodthirst
- 2000: Live Cannibalism (CD & DVD)
- 2002: Gore Obsessed
- 2003: Worm Infested
- 2002: Monolith Of Death DVD
- 2003: 15 year killing spree (box)
- 2003: The Wretched Spawn
- 2006: Kill
- 2009: Evisceration Plague
- 2012: Torture
- 2014: Skeletal Domain
- 2017: Red Before Black
- 2019: Violence Unimagined